# Viktorocara torea
Viktorocara torea är en rundmaskart som beskrevs av Clark 1978. Viktorocara torea ingår i släktet Viktorocara och familjen Acuariidae. Inga underarter finns listade i Catalogue of Life.